# Radonice (Kelet-prágai járás)
Radonice település Csehországban, a Kelet-prágai járásban. Radonice Jenštejn, Svémyslice, Zeleneč és Prága településekkel határos. Lakosainak száma 1122 fő (2024. január 1.).

## Népesség
A település lakosságának változását az alábbi diagram mutatja:
| Lakosok száma | 424  | 657  | 697  | 620  | 600  | 579  | 953  | 1017 | 1074 | 1122 |
|               | 1869 | 1890 | 1921 | 1950 | 1980 | 2001 | 2017 | 2019 | 2022 | 2024 |